# Noile povești ale Șeherezadei
Noile povești ale Șeherezadei (titlul original: în rusă Новые сказки Шахерезады, transliterat: Novîe skazki Șaherezadî) este un film de aventuri sovietic, realizat în 1987 de regizorul Tahir Sabirov, după O mie și una de nopți, protagoniști fiind actorii Ulugbek Muzaffarov, Elena Tonunț, Tamara Iandieva și Burhon Radjabov. 
Este al doilea film al trilogiei („Șeherezada”, „Noile povești ale Șeherezadei”, „Ultima noapte a Șeherezadei”), bazat pe celebrul ciclu de basme persane. Dansurile au fost interpretate de Rușana Sultanova, Galia Izmailova, Malika Kalantarova, Gada Bașșur, Fajer.

Filmul are două serii: Maruf cizmar și Aventurile lui Maruf.

## Rezumat
În această noapte, Scheherezade îi spune califului povestea reparatorului de pantofi Maruf care avea o soție vicioasă pe nume Fatima, care l-a înșelat cu Abu Tabac. Împreună, cei doi au întocmit un plan împotriva cizmarului pentru a scăpa de el.

## Distribuție
- Ulugbek Muzaffarov – pantofarul Maruf
- Elena Tonunț – Șeherezada
- Tamara Iandieva – prințesa Esmeghiul
- Burhon Radjabov – negustorul Ali
- Bașar Al-Kadi – bărbierul
- Zarina Hușvahtova – Fatima, soția lui Maruf
- Gennadi Cetverikov – Djinnul
- Tahir Sabirov – Califul Șahriiar
- Ubaidullo Omon – Abu Tabak, ibovnicul Fatimei
- Ahmad Faiziev – cadiul
- Șamsitdin Iulliev – brutarul
- Abdusalam Al-Taib – cămătarul
- M. Sanghinov – Suleiman
- Ș. Polvonov – Abdul Raman, Barbă-roșie
- Sadidin Bakdunis – negustorul Abu Abdurazzak
- Ivan Gavriliuk – Vizirul Djaffar
- Muhammed Her Helvani – pescarul
- Huda – fiica cămătarului
- Mamduh Al-Atraș – călătorul

## Lansare
A fost lansat în anul 1987 și a avut parte de succes comercial, fiind vizionat de 18,9 milioane de spectatori în cinematografele din Uniunea Sovietică.